# Praktskrika
Praktskrika (Cyanolyca pulchra) är en fågel i familjen kråkfåglar inom ordningen tättingar.

## Utseende och läte
Praktskrika är en kråkfågel i blått och grått med svart ögonmask och vitt på hjässan. Den liknar både turkosskrika och svartkragad skrika, men har inget svart bröstband och har olikt dess mörkgrått på rygg och bröst. Bland lätena hörs ljud som påminner om ett arkadspel från 1980-talet.

## Utbredning och systematik
Fågeln förekommer i västra Anderna i sydvästra Colombia och nordvästra Ecuador (söderut till Pichincha). Den behandlas som monotypisk, det vill säga att den inte delas in i några underarter.

## Levnadssätt
Praktiskrikan hittas i molnskogar. Där rör den sig i ljudliga grupper genom skogen.

## Status
Praktskrikan är fåtalig och lokalt förekommande, begränsad till ursprunglig skog inom ett litet utbredningsområde. Den tros därför minska i antal till följd av pågående skogsavverkningar. IUCN kategoriserar arten som nära hotad. Beståndet uppskattas till mellan 4 600 och 16 000 vuxna individer.